# Jean Stapleton

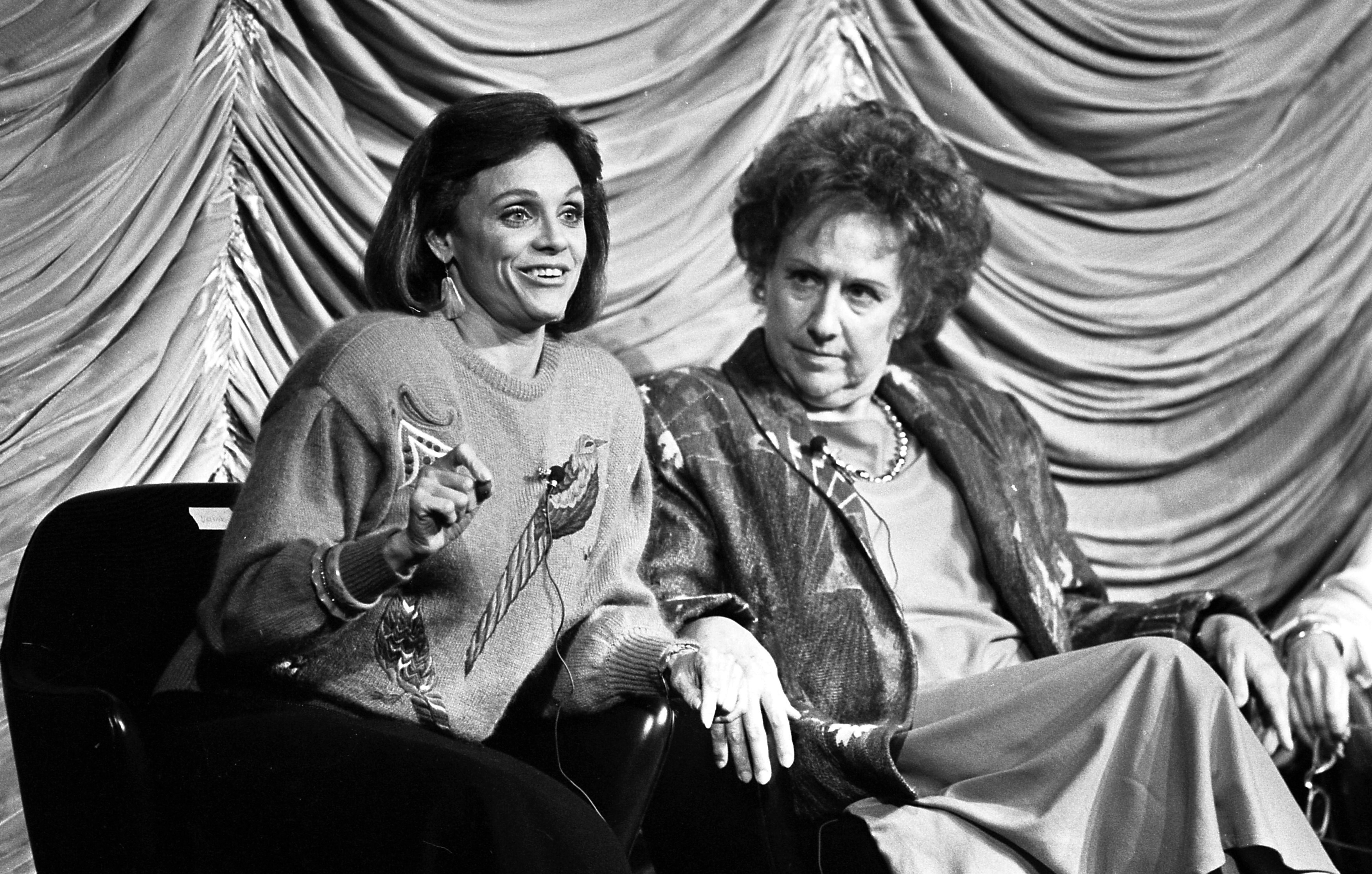
Jean Stapleton (rechts) mit Valerie Harper (1986)

Jean Stapleton (eigentlich Jeanne Murray; * 19. Januar 1923 in New York City; † 31. Mai 2013 ebenda) war eine US-amerikanische Schauspielerin.

## Leben
Stapleton begann ihre Karriere im Showgeschäft in den 1950er und 1960er Jahren als Broadway-Schauspielerin, zudem spielte sie in der gleichen Zeit in verschiedenen Fernsehproduktionen kleinere Gastrollen.
Stapleton wurde vor allem durch ihre Rolle der Edith Bunker an der Seite von Carroll O’Connor in der 1970er-Jahre-Sitcom All in the Family berühmt, für die sie mit drei Emmys und zwei Golden Globes ausgezeichnet wurde.
1986 spielte sie die Rolle der Ariadne Oliver an der Seite von Peter Ustinov als Hercule Poirot in dem Fernsehkrimi Mord mit verteilten Rollen von Agatha Christie. In ihrer Karriere war sie insgesamt in rund 90 Film- und Fernsehproduktionen zu sehen.
1957 heiratete sie William Putch, mit dem sie zwei Kinder hatte. Putch starb 1983.

## Filmografie (Auswahl)
- 1951: Starlight Theatre (Fernsehserie, Folge 2x15)
- 1958: Damn Yankees
- 1960: Anruf genügt – komme ins Haus (Bells Are Ringing)
- 1961: Wilde Knospen (Something Wild)
- 1961–1963: Gnadenlose Stadt (Naked City, Fernsehserie, 3 Folgen)
- 1962: Preston & Preston (The Defenders, Fernsehserie, Folge 2x11)
- 1964: Meine drei Söhne (My Three Sons, Fernsehserie, Folge 4x28)
- 1967: Gegen den Strom die Treppe hinauf (Up the Down Staircase)
- 1971: Der 25 Millionen Dollar Preis (Cold Turkey)
- 1971: Klute
- 1971–1979: All in the Family (Fernsehserie, 208 Folgen)
- 1979: You Can’t Take It with You (Fernsehfilm)
- 1979: Aunt Mary (Fernsehfilm)
- 1979: Archie Bunker’s Place (Fernsehserie, 5 Folgen)
- 1981: Engelsstaub ist tödlich (Angel Dusted, Fernsehfilm)
- 1981: Isabel’s Choice (Fernsehfilm)
- 1982: Eleanor, First Lady of the World (Fernsehfilm)
- 1984: Biete Mutter – suche Vater (The Buddy System)
- 1984: Agentin mit Herz (Scarecrow and Mrs. King, Fernsehserie, 2 Folgen)
- 1986: Mord mit verteilten Rollen (Dead Man’s Folly, Fernsehfilm)
- 1986: Love Boat (The Love Boat, Fernsehserie, 2 Folgen)
- 1990–1991: Bagdad Cafe (Fernsehserie, 15 Folgen)
- 1991: Ein Licht in der Dunkelheit (Fire in the Dark, Fernsehfilm)
- 1992: Haus der Drachen (The Habitation of Dragons, Fernsehfilm)
- 1993: Der Prozeß (The Trial)
- 1993: Immer Ärger mit Mama (Ghost Mom, Fernsehfilm)
- 1994: Grace (Grace Under Fire, Fernsehserie, Folge 2x07)
- 1994: Mrs. Piggle-Wiggle (Fernsehserie, 13 Folgen)
- 1996: Murphy Brown (Fernsehserie, Folge 8x12)
- 1996: Alle lieben Raymond (Everybody Loves Raymond, Fernsehserie, Folge 1x03)
- 1996: Michael
- 1998: Eine betrügerische Hochzeit (Chance of a Lifetime, Fernsehfilm)
- 1998: Pocahontas 2 – Die Reise in eine neue Welt (Pocahontas II: Journey to a New World, Stimme von Mrs. Jenkins)
- 1998: E-m@il für Dich (You’ve Got Mail)
- 2000: Ein Hauch von Himmel (Touched by an Angel, Fernsehserie, Folge 6x25)
- 2000: Baby – Glück auf Zeit (Baby, Fernsehfilm)
- 2001: Pursuit of Happiness
- 2001: Eine mörderische Familie (Like Mother Like Son: The Strange Story of Sante and Kenny Kimes, Fernsehfilm)